# Madeleine de Scudéry
Madeleine de Scudéry (Le Havre, 15 ottobre 1607 – Parigi, 2 giugno 1701) è stata una scrittrice francese, ricordata per essere stata una delle massime esponenti del preziosismo.

## Biografia
«Saffo» fu il soprannome dato, secondo la moda del tempo, a questa donna di lettere, abituale frequentatrice dell'Hôtel de Rambouillet prima di aprire, nel 1652, un proprio salotto letterario che diede a lungo il tono al Preziosismo, del quale fu una delle più note esponenti. La maggior parte delle celebrità dell'epoca, Montausier, La Rochefoucauld, Madame de La Fayette, Madame de Sévigné, Conrart, Chapelain, Pomponne e Pellisson onorarono regolarmente le conversazioni erudite ed eleganti dei «sabati di M.lle de Scudéry».
Sotto il nome del fratello Georges de Scudéry, che non esitò mai a prendersi la paternità di un gran numero di scritti della sorella, Madeleine fu l'autrice di successo di lunghi romanzi galanti a chiave, spogliati di ogni verosimiglianza storica, nei quali facilmente si riconoscevano i ritratti di personaggi come il Condé, M.me de Longueville, Catherine de Vivonne de Rambouillet ecc., trasposti nell'antichità insieme con la vita della società mondana contemporanea: Ibrahim ou l'Illustre Bassa (4 volumi, 1642); Artamène ou le Grand Cyrus (1649-1653), il romanzo più lungo di tutta la letteratura francese (10 volumi); Clélie, histoire romaine (10 volumi, 1654-1660), in cui traspose l'amore per Pellisson; Almahide ou l'esclave reine (8 volumi, 1660); Mathilde d'Aguilar, histoire espagnole (1667).
Di particolare importanza fu la pubblicazione nel 1642 del romanzo Lettres de Bérénice à Titus, nel quale l'autrice reinventò i personaggi di Tito e Berenice, rendendoli protagonisti di una struggente storia d'amore. Secondo Scudéry, Tito e Berenice si erano sposati legalmente in Giudea e vivevano felici a Roma quando Vespasiano morì e lasciò il trono a suo figlio. A questo punto, l'odio nascosto del popolo romano per una regina straniera ebrea esplose con violenza. Comprendendo che Tito avrebbe dovuto scegliere tra il suo amore per lei e il suo futuro come imperatore di Roma, Berenice decise di uscire di sua volontà dalla vita di Tito, preferendo sacrificare il suo amore piuttosto che il destino dell'uomo che amava. Lo straordinario successo dell'opera di Scudéry aprì un intero filone di opere letterarie sul soggetto.
Luogo di analisi raffinate della vita interiore dei personaggi, i cui ritratti hanno spesso un rilievo stupefacente, le opere di Scudéry hanno dato vita a emozioni nuove, come la malinconia, la noia, l'inquietudine e certi sogni che prefigurano Rousseau. Pubblicati a parte nella Morale du monde ou Conversations (10 volumi, 1680-1682), le conversazioni piene di sentimento e di spirito dei suoi personaggi divennero una sorta di manuale della società galante, dando luogo alla voga dei romanzi preziosi che proponevano una visione idealizzata dell'amore e una rappresentazione poetizzata della società mondana. In Clélie, histoire romaine figura una famosa Carte de Tendre alla geografia della galanteria, rasentante l'affettazione, che distolse la corrente del preziosismo dal suo originale modernismo.
Madeleine de Scudéry attribuì al proprio alter ego, un personaggio dell’Artamène ou le grand Cyrus che ha nome Saffo, giudizi impietosi contro il matrimonio, definito un'istituzione tirannica. La Scudéry, del resto, rimase sempre nubile. Questo romanzo è anche considerato da alcuni critici letterari il primo romanzo moderno nella misura in cui, senza fare l'apologia della sedizione politica, lascia trasparire simpatie, pur senza illusioni, per i Frondisti. Il personaggio di Saffo attesta per la prima volta la presa di coscienza del fatto che, dopo la Fronda, le donne non avrebbero più il diritto di applicare i loro talenti ai soggetti intellettuali, se non nella sfera privata. Dopo tutto, il ritiro di Saffo nel regno dei Sarmati — la leggendaria dimora delle Amazzoni — nel decimo volume di Artamène, coincide con il «ritiro» della duchessa de Montpensier. Con Pellisson intrattenne una relazione di grande fedeltà, ma ella influenzò anche La Fontaine.
Mademoiselle de Scudéry, che fece parte dell’Accademia dei Ricovrati di Padova, fu la prima donna a ricevere il premio di eloquenza dall'Académie française.
Morì nel 1701, in età molto avanzata.

## Nella cultura di massa
- Il personaggio di Magdelon (diminutivo del nome Madeleine), una delle due protagoniste della commedia Le preziose ridicole di Molière, è ispirato a lei. Con quest'opera il grande commediografo si burlò di tutto il preziosismo.
- Nel 1819 Ernst Theodor Amadeus Hoffmann le dedicò il celebre racconto La signorina di Scudéry.